# Somlith Sengvanny
Somlith Sengvanny (* 5. August 1999 in Luang Prabang) ist ein laotischer Fußballspieler.

## Karriere

### Verein
Somlith Sengvanny erlernte das Fußballspielen in der Jugendmannschaft vom DK FC Vientiane. Seinen ersten Vertrag unterschrieb er 2019 beim Young Elephants FC. Der Verein aus der laotischen Hauptstadt Vientiane spielte in der ersten Liga des Landes, der Lao Premier League. Nach 13 Erstligaspielen wechselte er Anfang Januar 2022 zum Erstligisten Luang Prabang FC.

### Nationalmannschaft
Somlith Sengvanny spielt seit 2018 in der laotischen Nationalmannschaft. Bisher bestritt er drei Länderspiele.